# Philodromus digitatus
Philodromus digitatus es una especie de araña cangrejo del género Philodromus, familia Philodromidae. Fue descrita científicamente por Yang, Zhu & Song en 2005.

## Distribución
Esta especie se encuentra en China.